# Espinosa de los Monteros
Espinosa de los Monteros é um município da Espanha na província de Burgos, comunidade autónoma de Castela e Leão, de área 138 km² com população de 2021 habitantes (2007) e densidade populacional de 14,59 hab/km².

## Demografia
| Variação demográfica do município entre 1991 e 2004 | Variação demográfica do município entre 1991 e 2004 | Variação demográfica do município entre 1991 e 2004 | Variação demográfica do município entre 1991 e 2004 |
| --------------------------------------------------- | --------------------------------------------------- | --------------------------------------------------- | --------------------------------------------------- |
| 1991                                                | 1996                                                | 2001                                                | 2004                                                |
| 2399                                                | 2303                                                | 2062                                                | 2007                                                |